# Rajlukshmee Debee Bhattacharya
Rajlukshmee Debee Bhattacharya é uma poetisa, tradutora e crítica literária da Índia, que escreve em Bengali e inglês. Ela ganhou o Primeiro Prêmio do All India Poetry Competition, em 1991, organizado pela The Poetry Society da Índia, em colaboração com o British Council.

## Biografia
Rajlukshmee Debee Bhattacharya nasceu em 1927.
Ela ensinou no Instituto Indiano de Tecnologia, em Kharagpur, e na Faculdade Fergusson, em Pune. Ela também foi professora de Filosofia na Faculdade Nowrosjee Wadia.
Ela é a autora de The Owl and Other Poems e The Touch Me Not Girl. Ela também fez a tradução das canções de Rabindranath Tagore. Sua obras de tradução são consideradas obras de transcriação.
Rajlukshmee Debee foi declarada campeã de All India Poetry em 1991 por seu poema Punarnava ("Sempre Renovando"). Rajlukshmee também estava no Júri do primeiro concurso All India Poetry Competition for School Children, realizado em 1996.